# UN-Sachverständiger für den Schutz vor Gewalt aufgrund sexueller Orientierung
Die Stelle des Sachverständigen für den Schutz vor Gewalt und Diskriminierung aufgrund sexueller Orientierung und Geschlechtsidentität wurde geschaffen, um die Umsetzung der bestehenden internationalen Menschenrechtsinstrumente im Hinblick auf die Überwindung von Gewalt und Diskriminierung von Personen auf der Grundlage ihrer sexuellen Orientierung oder Geschlechtsidentität zu bewerten und die Ursachen von Gewalt und Diskriminierung zu ermitteln und zu beseitigen.

## Das UN-Mandat
Der UN-Menschenrechtsrat schuf diese Stelle am 15. Juli 2016 mittels einer Resolution, in welcher auch der Auftrag definiert wurde. Dieses UN-Mandat ist auf drei Jahre befristet und kann verlängert werden.
Der Sachverständige ist kein Mitarbeiter der Vereinten Nationen, sondern wird von den UN mit einem Mandat beauftragt und dazu erließ der UN-Menschenrechtsrat einen Verhaltenskodex. Der unabhängige Status des Mandatsträgers ist für die unparteiische Wahrnehmung seiner Aufgaben entscheidend. Die Amtszeit eines Mandats ist auf maximal sechs Jahre begrenzt.
Er erstellt thematische Studien und erarbeitet Leitlinien zur Verbesserung der Menschenrechte. Der Sonderbeauftragte macht auf Einladung von Staaten Länderbesuche und kann in beratender Funktion Empfehlungen abgeben. Er prüft Mitteilungen und unterbreitet den Staaten Vorschläge, wie sie allfällige Missstände beheben können. Er macht auch Anschlussverfahren, in welchen er die Umsetzung der Empfehlungen prüft. Dazu erstellt er Jahresberichte zu Händen des UN-Menschenrechtsrates.

## Amtsträger
- 2016–2017 Vitit Muntarbhorn –  Thailand
- 2017–2023 Victor Madragal-Borloz –  Costa Rica
- seit 2023 Graeme Reid[12] –  Südafrika

## Websites
- Website des Sachverständigen (englisch)
- Website des Sachverständigen (spanisch)